# Milcote
Milcote var en civil parish 1894–2004 när det uppgick i Clifford Chambers and Milcote, i distriktet Stratford-on-Avon i Warwickshire i England. Parish har 55 invånare (2001). Byn nämndes i Domedagsboken (Domesday Book) år 1086, och kallades då Melecote.